# Echinopodium nigrescens
Echinopodium nigrescens är en tvåvingeart som beskrevs av Duret 1974. Echinopodium nigrescens ingår i släktet Echinopodium och familjen svampmyggor. Inga underarter finns listade i Catalogue of Life.